# Többnyelvűség

Az indoeurópai nyelvcsalád ágainak földrajzi elterjedése
Albán
Örmény
Balti
Szláv
Kelta
Germán
Görög
Indoiráni
Újlatin
Nem indoeurópai

A többnyelvűség egy szociolingvisztikai fogalom, amely utalhat egy személyre vagy egy társadalomra, közösségre. Többnyelvű vagy poliglott az az ember, aki kettőnél több nyelvet ismer vagy beszél. A két nyelvet beszélő embereket kétnyelvű vagy bilingvis személyeknek nevezik.
Poliglott személy tágabb értelmében bárki, aki több nyelven kommunikálni tud, akár passzív, akár aktív nyelvtudással. Szűkebb értelemben poliglottnak csak azt az embert nevezzük, aki több nyelven anyanyelvi vagy közel anyanyelvi szinten beszél.

## A többnyelvűség mintaországa
Luxemburg Németországgal, Franciaországgal és Belgiummal határos. Változatos történelme révén három nemzetiségi nyelvet ismert el: a luxemburgit, a németet és a franciát. Minden Luxemburgban született először luxemburgit tanul. A második osztályban kiegészíti ezt a német és a francia, később azután „második vagy harmadik” idegen nyelvként az angol, a latin vagy más nyelvek. Végül öt nyelvet beszélnek a luxemburgi gyerekek. Ebben a kis országban olyan megszokott a kétnyelvűség, hogy senkinek sem tűnik fel, ha valaki egy boltba betérve franciául vagy luxemburgi nyelven köszön, kezdetben franciául, azután esetleg németül beszél, és végül luxemburgi nyelven búcsúzik el. Rendszerint a boltos a megfelelő nyelven válaszol. Ezenkívül Luxemburgban nagyon magas a külföldiek száma, így más nyelvek is kapcsolódhatnak a felsoroltakhoz. De a kétnyelvűség ezen modellje bármennyire is előnyös lehet, nem alkalmazható minden európai országban, habár a többnyelvűség szakmai szempontból és a globalizáció következményeként sok cég tevékenysége folytán az egyes államokban nagyon hasznos lehet. Hátránya viszont, hogy azokat az embereket, akiknek nincs nyelvérzékük vagy szociális helyzetük révén nincs lehetőségük nyelvet tanulni, kirekesztik.

## Híres többnyelvű személyek
- Ziad Fazah libanoni férfi, aki a Guinness rekordok könyve szerint minden ember közül a legtöbb nyelvet beszéli, összesen 58-at.
- Bernardino Baldi (1553–1617) 16 nyelvet beszélt.
- Szent II. János Pál pápa 8 nyelvet beszélt folyékonyan, és további 13-at ismert.
- Gal Rasché (1960) orosz-osztrák karmester és zongoraművész. Az orosz írószövetség tagja.
- Timothy Doner amerikai férfi, aki már 17 évesen 23 nyelven beszélt, és jelenleg ő tartja a legfiatalabb többnyelvű ember címet.
- Heinrich Schliemann német régész 13 nyelvet beszélt.
- Gilád Zuckermann[2]

### Magyarok
Híres magyar poliglottok – ellenőrizhető Wikipédia-forrásokból:
- Dabi István (1943) költő, műfordító, szakíró, aki 103 nyelven ért és ír, 23 nyelven beszél
- Kemény Ferenc (Francis Kemeni) (1917–2008) magyar fordító, aki 40 nyelven értett, 24 nyelvet beszélt és 12 nyelven írt
- Képes Géza (1909–1989) költő és műfordító, aki 25 nyelvet értett
- Kőrösi Csoma Sándor (Alexander Csoma de Körös) tudós, utazó, aki 17 nyelven olvasott
- Lomb Kató fordító és tolmács, aki 17 nyelvet beszélt és még 11-en olvasott
- Sugár András (1933–2021) újságíró, fordító, aki 10 nyelvet beszélt, és még haton olvasott
- Vámbéry Ármin nyelvész, aki 16 nyelvet beszélt
- Dienes Gedeon (1914–2005) tanácsadó, aki 11 nyelvet beszélt
- Kada Lajos püspök, aki legalább 10 nyelvet beszélt
- Lénárd Sándor (1910–1972) nyelvész, orvos, zenész, festő, író és fordító, aki legalább kilenc nyelven beszélt
- Gaál Ottó, a legtöbb nyelvvizsgával rendelkező magyar. 27 nyelvvizsgával rendelkezik.
- Polgár Zsuzsa hivatásos sakkozó, aki hét nyelven beszél, köztük eszperantóul is
- Wurm István (1922–2001) Ausztráliában élt nyelvész, aki 50 nyelven tudott
- Székely Tibor (1912–1988) eszperantista és világutazó, 22 nyelvet és számtalan dialektust beszélt (több egzotikus, indián nyelvet is), ebből ötöt társalgási és négyet irodalmi szinten
- Kordás Ferenc (1911–1993) író, költő, műfordító, nyelvtanár, aki 7 nyelven, köztük eszperantóul beszélt és további két nyelven értett és olvasott

#### A legtöbb nyelven beszélő élő magyarok
1. Gaál Ottó, nyelvész, 27 nyelven beszél.
2. Dabi István (1943–) költő, műfordító, szakíró, 23 nyelven beszél.[3]